# Inspektionen för koncentrationslägren

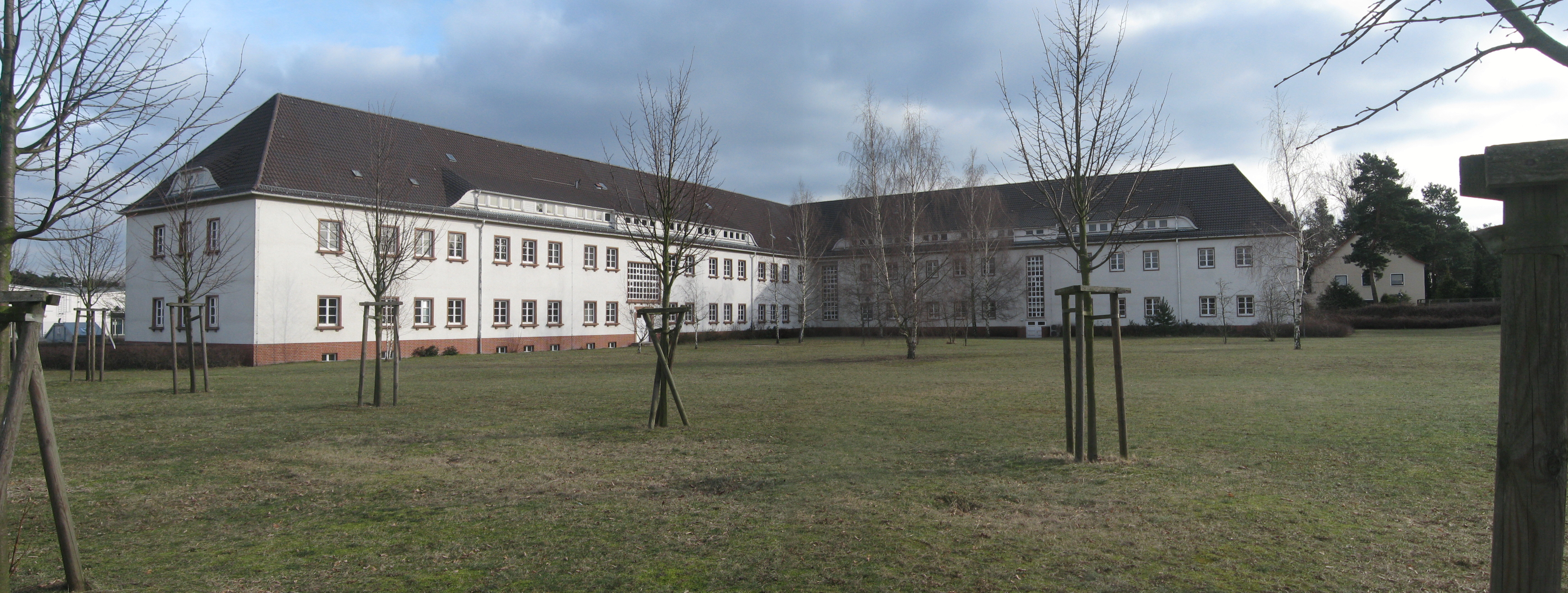
IKL:s huvudkontor i Oranienburg.

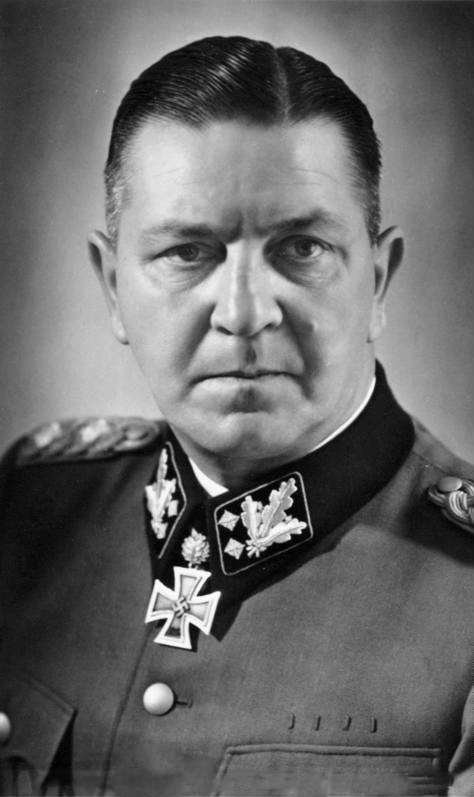
Theodor Eicke, chef för IKL.

Inspektionen för koncentrationslägren (tyska Inspektion der Konzentrationslager), förkortat IKL, var den polis- och SS-myndighet som förvaltade och drev de nazistiska koncentrationslägren. 

## Organisation
Myndigheten inrättades av Reichsführer-SS Heinrich Himmler 1934 med Theodor Eicke som chef. År 1942 blev IKL en del av SS-Wirtschafts- und Verwaltungshauptamt som avdelningen Amtsgruppe D. Chef för Amtsgruppe D var fram till krigsslutet 1945 Richard Glücks. Endast läger under IKL:s och Amtsgruppe D:s kontroll hade beteckningen "koncentrationsläger".
Amtsgruppe D
- Chef: Richard Glücks
- Ställföreträdare: Arthur Liebehenschel; Gerhard Maurer
- Adjutant: August Harbaum

- Amt D I Centralkontoret, Arthur Liebehenschel; Rudolf Höss
  - D I/1: Fångangelägenheter
  - D I/2: Underrättelse, kommunikation och säkerhet
  - D I/3: Motorfordon
  - D I/4: Vapen och utrustning
  - D I/5: Soldatträning

- Amt D II Rekrytering av fångarbetskraft, Gerhard Maurer
  - D II/1: Fångarbetskraft
  - D II/2: Fångutbildning
  - D II/3: Statistik och revision

- Amt D III Sanitetsväsen och lägerhygien, Enno Lolling
  - D III/1: SS:s medicinska vård och tandvård
  - D III/2: Fångarnas medicinska vård och tandvård
  - D III/3: Hygien i koncentrationslägren

- Amt D IV Koncentrationslägrens administration, Anton Kaindl; Wilhelm Burger
  - D IV/1: Budget- finans och löneärenden
  - D IV/2: Proviantering
  - D IV/3: Kläder
  - D IV/4: Inkvartering
  - D IV/5: Lag-, skatte- och kontraktsärenden

## Gruppering
IKL installerades i samma byggnad som Gestapo på Prinz-Albrecht-Strasse 8 i Berlin. År 1938 fick IKL ett eget huvudkontor i Oranienburg, i närheten av koncentrationslägret Sachsenhausen.